# Cerik (Brčko)
Pour les articles homonymes, voir Cerik.
Cerik (en serbe cyrillique : Церик) est un village de Bosnie-Herzégovine. Il est situé dans le district de Brčko. Selon les premiers résultats du recensement de 2013, il compte 241 habitants.

## Géographie
Le village est situé sur les bords de la rivière Guderevica.

## Démographie

### Évolution historique de la population dans la localité
| 1948 | 1953 | 1961 | 1971 | 1981 | 1991 | 2013 |
| ---- | ---- | ---- | ---- | ---- | ---- | ---- |
| -    | -    | 372  | 348  | 355  | 280  | 241  |

|  |